# Starlift Voorburg
Starlift, ook wel bekend als Starlift Voorburg, is een voormalig liftfabrikant uit het Nederlandse Voorburg. Het bedrijf werd in 1926 opgericht door B. Star, die na de Tweede Wereldoorlog zijn bedrijf kwijt raakte wegens zijn houding gedurende die periode. Hierna startte hij samen met zijn zoon A.B. Star een liftenfabriek met de naam Star & Zoon in de Rembrandtstraat in Den Haag. Dit bedrijf werd geleid door zijn zoon.
De naam van het bedrijf werd later gewijzigd in Liftbouw Nederland, waarna het in de jaren 1950 werd omgedoopt tot Starlift en het de liftenafdeling van HOSTACO over nam. In 1959 kocht Dé Stoop het bedrijf. In 1992 werd Starlift overgenomen door de Finse liftenfabrikant KONE. Na de overname hanteerde het bedrijf de naam KONE-Starlift. Sinds 1997 produceert het bedrijf in Nederland geen liften meer. In 2001 verviel het deel Starlift uit de naam en gingen de activiteiten van het bedrijf in Nederland verder onder de naam KONE.

## Installaties
Installaties van Starlift waren tien jaar na de overname nog te vinden in een aantal oudere gebouwen en in 1972 in de twee 213 meter hoge Shell-schoorstenen. Wegens doorgaande modernisering worden de laatst overgebleven Starlift installaties geleidelijk gemoderniseerd. Vele hiervan zijn in onderhoud bij KONE.
KONE Starlift heeft in 1994 een speciale liftinstallatie opgeleverd in de Eusebiuskerk in Arnhem. Deze lift, met een snelheid van 1,8 m/s, brengt bezoekers van de kerk binnen enkele momenten naar een hoogte van 73 meter. De snelheid van de kooi wordt tijdens het passeren van de klokken teruggebracht naar 1 m/s om de bezoekers de gelegenheid te geven deze te bekijken.

## Sponsoring

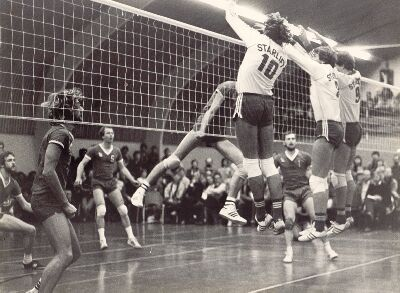
Starlift Voorburg in actie

Starlift was gedurende vele jaren de hoofdsponsor en naamgever van de zowel nationaal als internationaal succesvolle Voorburgse volleybalvereniging Visade/DES (Door Eenheid Sterk), die gedurende deze periode Starlift Voorburg heette.